# سوسومو یامازاکی
سوسومو یامازاکی (به ژاپنی: 山﨑 丞 やまざき すすむ Yamazaki Susumu)؛ ۱۸۴۳? – ۶ فوریه ۱۸۶۸) افسر جاسوس، عضو شینسنگومی در اواخر دوره ادو در ژاپن بود.

## مرگ
در طول نبرد  نبرد توبا-فوشیمی در سال 1868، یامازاکی به شدت مجروح شد و در 6 فوریه درگذشت. محل دقیق مرگ او قابل بحث است، اگرچه اعتقاد بر این است که او در حین فرار در ناو جنگی ژاپنی فوجی یاما غرق شده است. او از اعتماد کامل کوندو ایسامی و  توشیزو هیجیکاتا برخوردار بود و تا پایان عمر خود یکی از وفادارترین اعضای شینسنگومی بود.